# Jacques Renoir
Jacques Renoir (30. prosince 1942 – 7. listopadu 2024) byl francouzský fotograf a kameraman.

## Život a kariéra
Renoir se narodil 30. prosince 1942 a byl pravnukem malíře Pierra-Auguste Renoira a modelky Aline Charigotové, vnukem herce Pierra Renoira, syna Clauda Renoira, a prasynovcem režiséra Jeana Renoira. Byl také nevlastním bratrem herečky Sophie Renoirové. Absolvent École nationale supérieure Louis-Lumière pracoval jako asistent filmového režiséra po boku Rogera Vadima, Clauda Sauteta a Pierra Graniera-Deferra. Účastnil se také plaveb na Calypso s Jacquesem Cousteauem. Jako fotograf produkoval několik reportáží pro televizi.
Renoir zemřel v Nice dne 7. listopadu 2024 ve věku 81 let.

## Filmografie
- À l'ombre d'un été(fr) (1976)
- Les Malheurs d'Octavie(fr) (1980)
- Polar (1984 film)(fr) (1984)
- Le Déclic (film)(fr) (1985)

## Výstavy
- Beddington Fine Art (Bargemon)[6]
- Zeit-foto salon (Tokio)[7]
- Zámecké muzeum (Cagnes-sur-Mer)[8]
- Opatství St. Philibert (Tournus)[9]

## Publikace
- Le Tableau amoureux